# 人生超友事
《人生超友事》（英語：Best F(r)iends）是一部2017年美國黑色喜劇片，為賈斯汀·麥奎格（Justin MacGregor）執導、監製、攝影和剪輯，葛瑞·賽斯特羅編劇，並由湯米·維索和賽斯特羅主演。該片為維索和賽斯特羅繼《房間》（2003年）後首部再次合作的電影。
《人生超友事》最初於2017年9月在英國首映，之後在美國分成兩部上映；第一部於2018年3月30日首映，第二部於同年6月1日上映。

## 劇情
故事敘述一名浪人和古怪的殯儀業者共同開創了一個地下事業。之後，兩人因故而被迫離開此地，並踏上一場充滿扭曲的旅程；過程中，兩人都學到了對於友誼和忠誠上的寶貴教訓。

## 演員
- 湯米·維索 飾 哈維·路易斯（Harvey Lewis）
- 葛瑞·賽斯特羅 飾 強·柯提納（Jon Kortina）
- 保羅·謝爾（英语：Paul Scheer） 飾 馬爾摩（Malmo）

## 製作
自《房間》（2003年）後，《人生超友事》為湯米·維索和葛瑞·賽斯特羅再度合作的第一部電影。在看過《大災難家》（2017年）的初步剪輯後，賽斯特羅對維索感到同情，因此他決定為他們兩人製作一部電影來讓維索高興。之後，賽斯特羅花了幾週的時間撰寫了《人生超友事》的劇本。該片由賈斯汀·麥奎格執導。
主要拍攝於2016年在加利福尼亞州洛杉磯秘密開拍。

## 發行
2018年1月10日，宣布《人生超友事》將於2018年3月和6月分為上下兩部電影發行。此前，該片的初剪版於2017年9月4日在英國查爾斯王子戲院首映。2017年9月30日，該片於埃及戲院放映。該片也於2018年4月的金馬奇幻影展的跨夜場中放映。

## 外部連結
- 官方网站
- 互联网电影数据库（IMDb）上《人生超友事》的资料（英文）